# Maria Sidorova

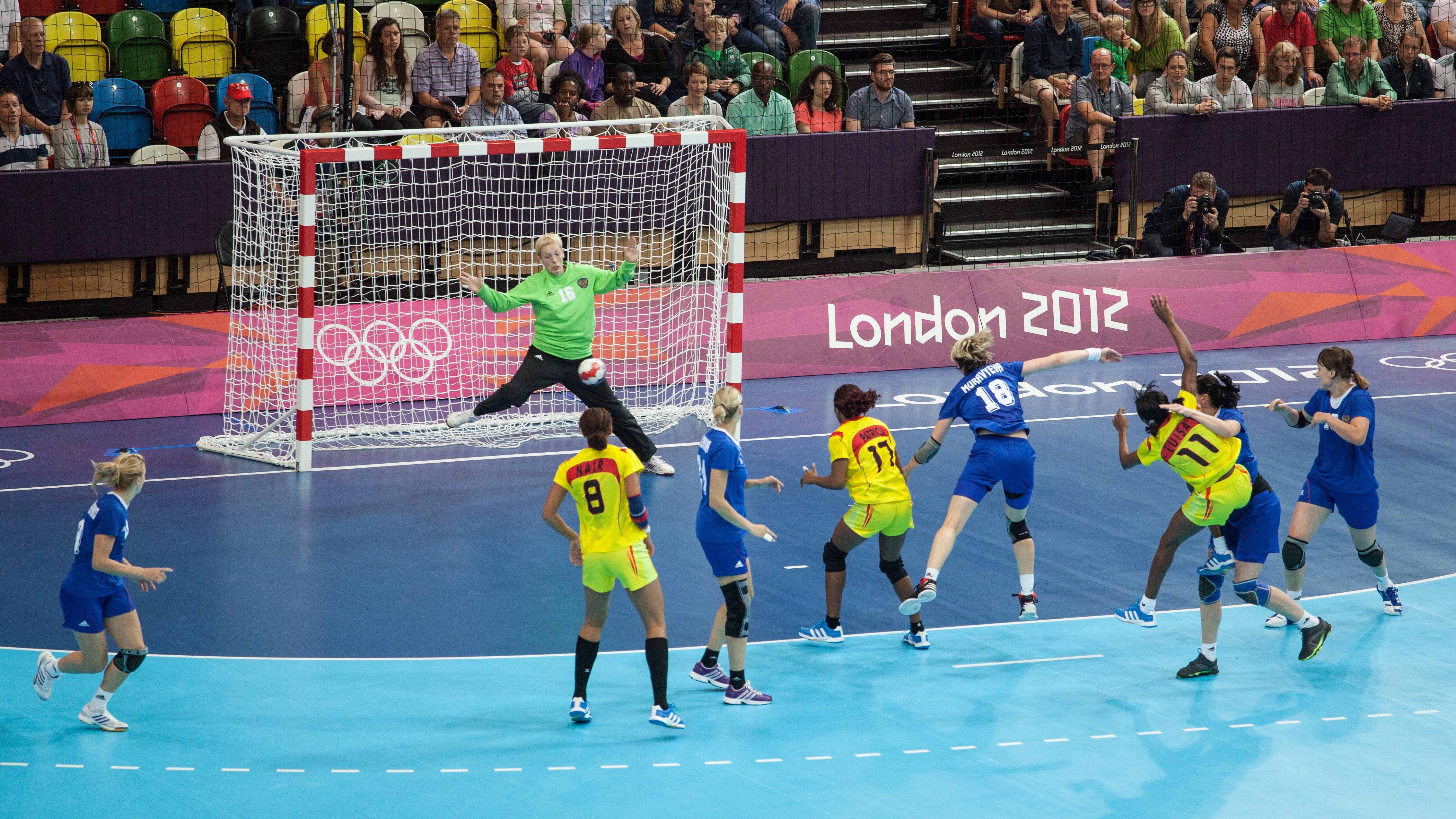
Maria Sidorova à la parade face à l'Angola aux Jeux olympiques de 2012.

Maria Igorevna Sidorova (en russe : Мария Игоревна Сидорова), née le 21 novembre 1979 à Balachikha, est une handballeuse russe évoluant au poste de gardienne de but.
Avec l'équipe nationale de Russie, elle est notamment championne du monde en 2005 et 2007, vice-championne d'Europe en 2006 et médaillée d'argent aux Jeux olympiques en 2008 à Pékin.

## Palmarès

### Club
Compétitions internationales
- Vainqueur de la Coupe des vainqueurs de coupe (C2) (1) : 2002
- Vainqueur de la Coupe de l'EHF (C3) (1) : 2012
- Finaliste de la Ligue des champions (C1) (1) : 2007

Compétitions nationales
- Vainqueur du Championnat de Russie (6) : 2002, 2003, 2004, 2005, 2006 et 2008
- Vainqueur de la Coupe de Russie (2) : 2006 et 2014
- Vainqueur de la Supercoupe de Russie (1) : 2014

### Équipe nationale
Championnats du monde
- Médaille d'or au Championnat du monde 2005 en Russie.
- Médaille d'or au Championnat du monde 2007 en France.
- 6e place au Championnat du monde 2011 au Brésil.

, Jeux olympiques
- Médaille d'argent aux Jeux olympiques de 2008 à Pékin
- 8e place aux Jeux olympiques de 2012 à Londres

Championnats d'Europe.
- Médaille d'argent au Championnat d'Europe 2006 en Suède.
- 6e place au Championnat d'Europe 2012
- 14e place au Championnat d'Europe 2014

Divers
- Médaille de bronze au Championnat d'Europe jeunes en  1997
- Médaille de bronze au Championnat d'Europe junior en  1998
- Vainqueur de la Coupe du monde GF en 2006 (da) et 2007 (da)